# Schilfsee (Troisdorf)
Der Schilfsee ist ein Baggersee im Gebiet der Stadt Troisdorf in Nordrhein-Westfalen.
Der See ist einer von mehreren, unmittelbar nebeneinander liegenden Seen nordwestlich des Ortsteils Spich. Er ist etwa 12 Hektar groß, die maximale Tiefe beträgt 20 Meter.
Westlich führt die Bundesautobahn 59 am See vorbei.
Der Schilfsee ist vom Angelsport- und Fischschutzverein „Untere Sieg“ Troisdorf e. V. gepachtet als zweiter Vereinssee.